# Matthias Machnig

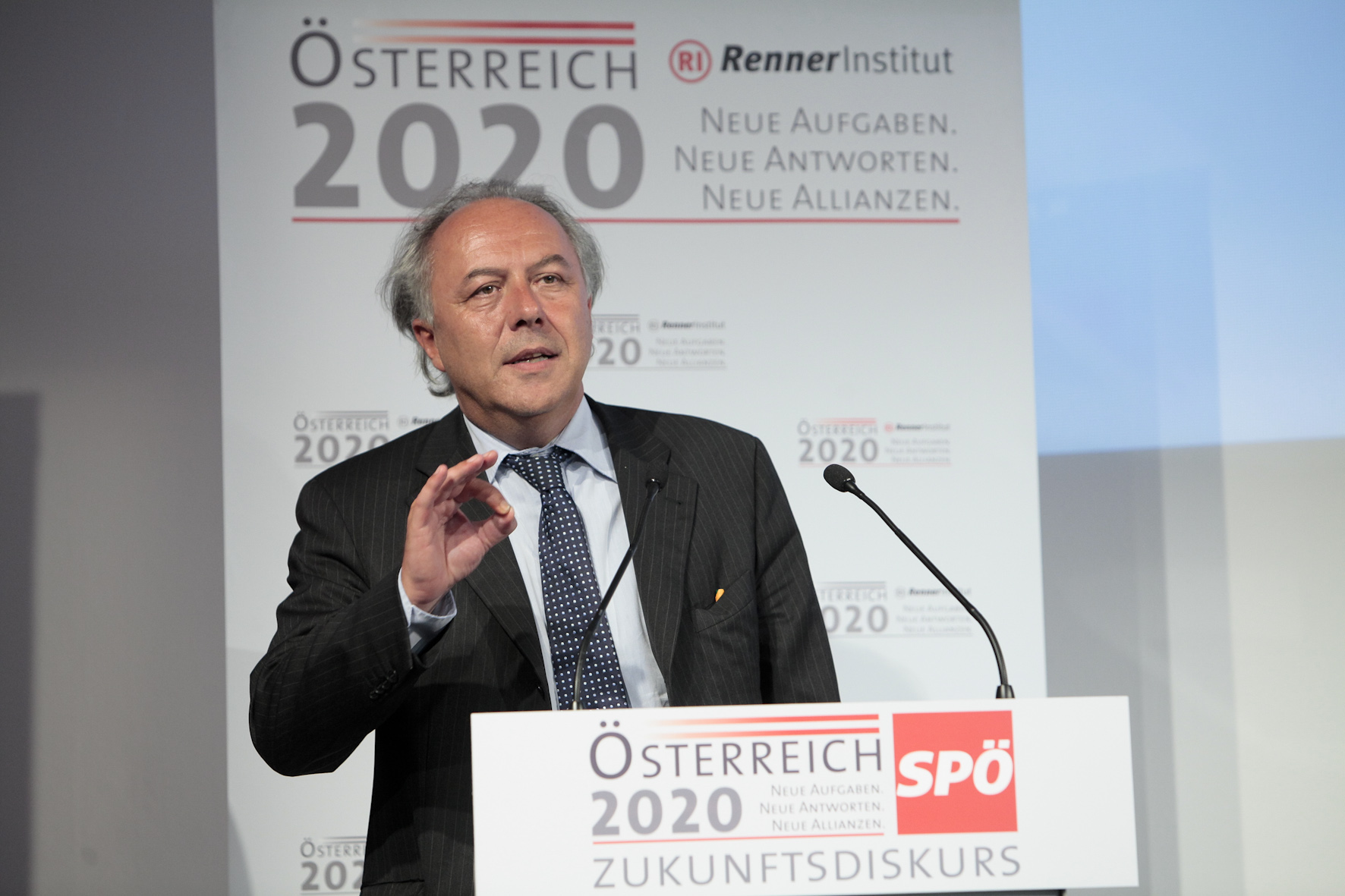
Matthias Machnig (2011)

Matthias Machnig (* 15. April 1960 in Wimbern) ist ein ehemaliger deutscher Politiker (SPD).

## Leben und Beruf
Machnig ist der Sohn eines Industriearbeiters. Nach dem Abitur im Jahr 1979 am Walram-Gymnasium in Menden (Sauerland) studierte er Soziologie mit den Nebenfächern Geschichte, Anglistik und Erziehungswissenschaften an der Bergischen Universität Wuppertal und der Westfälischen Wilhelms-Universität Münster. Dieses schloss er mit dem akademischen Grad eines Magister Artium (M. A.) ab.
In den Jahren 1989 bis 1991 war er wissenschaftlicher Referent des Ausschussvorsitzenden für Forschung, Technologie und Technikfolgenabschätzung im Deutschen Bundestag, Wolf-Michael Catenhusen (SPD). Anschließend war er Referent der SPD-Bundestagsfraktion für mittel- und langfristige Aufgabenplanung. 1992 wechselte er als Leiter des Ministerbüros in das von Franz Müntefering geleitete Ministerium für Arbeit, Gesundheit und Soziales des Landes Nordrhein-Westfalen.
Nachdem Müntefering im Jahr 1995 Bundesgeschäftsführer der SPD geworden war, folgte ihm Machnig in die SPD-Parteizentrale und übernahm auch hier die Leitung dessen Büros. Daneben war er Leiter des Vorstandssekretariats und Koordinator der SPD-Wahlkampfzentrale „Kampa“. Damit war Machnig auch verantwortlich für die Kampagnen zur Bundestagswahl 1998 und 2002 sowie zur Landtagswahl 2000 in Nordrhein-Westfalen. In Medienartikeln wurde er zu dieser Zeit als „Maschinist der Macht“ und „der Stimmenjäger“ bezeichnet. Von 1998 bis 1999 war Machnig Staatssekretär im Bundesministerium für Verkehr, Bau- und Wohnungswesen. In den Jahren 1999 bis 2002 war er Bundesgeschäftsführer der SPD. 
Ende 2002 trat Machnig als Kommunikationsberater in die BBDO Consulting GmbH ein. Im Januar 2004 wechselte er in die Geschäftsleitung der Unternehmensberatung Booz Allen Hamilton. Ab April 2005 war er als selbstständiger Unternehmensberater in Düsseldorf tätig.
Von 2005 bis 2009 war er Staatssekretär im Bundesministerium für Umwelt, Naturschutz und Reaktorsicherheit. Von November 2009 bis November 2013 war Machnig Wirtschaftsminister in Thüringen. Er leitete den Wahlkampf der SPD zur Europawahl 2014. Von Oktober 2014 bis April 2018 war er Staatssekretär im Bundesministerium für Wirtschaft und Energie und verantwortete die Abteilungen für Industriepolitik, Außenwirtschaftspolitik, Innovations-, IT und Kommunikationspolitik und Mittelstandspolitik. Im Oktober 2018 bewarb er sich erfolglos als Arbeitsdirektor bei der Deutsche Gesellschaft für Internationale Zusammenarbeit (GIZ).
Seit 1. Dezember 2018 ist Machnig Leiter der Industriestrategie des Unternehmens InnoEnergy, das auch Start-ups im Bereich erneuerbarer Energien finanziert. Daneben ist er als Berater für das australische Investmentbanking- und Wertpapierhandelsunternehmen Macquarie tätig. Beide Tätigkeiten wurden von seinem ehemaligen Dienstherrn, dem Bundesministerium für Wirtschaft und Energie, genehmigt. Zudem ist er Vizepräsident des Wirtschaftsforums der SPD.

## Partei
Matthias Machnig begann seine politische Karriere als Mitglied des Sozialistischen Hochschulbundes (SHB) und als Unterbezirksvorsitzender der Jungsozialisten, bei denen er auf dem linken Stamokap-Flügel für die Vergesellschaftung der Schlüsselindustrien eintrat. Er arbeitete bei der Zeitschrift spw – Zeitschrift für sozialistische Politik und Wirtschaft mit.
Als der neue SPD-Bundesvorsitzende Gerhard Schröder im Sommer 1999 die Struktur an der Parteispitze reformierte und die Funktion des Bundesgeschäftsführers dabei zu einer mehr administrativen Funktion heruntergestuft wurde, wurde Machnig zunächst stellvertretender SPD-Bundesgeschäftsführer. Auf Vorschlag seines Förderers Franz Müntefering wählte ihn der SPD-Vorstand dann im Dezember 1999 zum neuen Bundesgeschäftsführer.
Nach dem Wahlsieg der rot-grünen Koalition schied Machnig zum Jahresende 2002 aus dem Willy-Brandt-Haus aus, offiziell auf eigenen Wunsch, jedoch wurde in der Zeit zuvor, bereits während des Wahlkampfes, in den Medien auch mehrfach über ein Zerwürfnis von Machnig mit Bundeskanzler Schröder berichtet.
Machnig zählt zu den Initiatoren eines „laizistischen Arbeitskreises“ in der SPD, der im Oktober 2010 entstehen sollte und sich gegen den Gottesbezug im Grundgesetz, die christlichen Symbole in öffentlichen Einrichtungen und den ordentlichen Religionsunterricht einsetzen sollte. Parteichef Sigmar Gabriel betrachtete die Initiative als rein privaten Zusammenschluss einzelner Parteimitglieder, und der Arbeitskreis wurde vom Bundesvorstand nicht anerkannt. Im Juni 2013 wurde Machnig von SPD-Kanzlerkandidat Peer Steinbrück in dessen Wahlkampfteam berufen und mit den Themen Umwelt- und Energiepolitik betraut.

## Veröffentlichungen (Auszug)
Als Bundesgeschäftsführer der SPD befasste sich Machnig mit Fragen der Parteientwicklung und der Modernisierung der Parteienstrukturen in seinem Buch Der rasende Tanker – Analysen und Konzepte zur Modernisierung der sozialdemokratischen Organisation.
Im Jahr 2002 äußerte er sich mit dem Buch Politik – Medien – Wähler, Wahlkampf im Medienzeitalter zu Fragen der Politik- und Strategiefähigkeit politischer Parteien, sowie zu Themen der politischen Kommunikation.
Zusammen mit Joachim Raschke gab Machnig das Buch Wohin steuert Deutschland? Bundestagswahl 2009 – ein Blick hinter die Kulissen heraus, in dem u. a. Jürgen Rüttgers, Andrea Nahles, Reinhard Bütikofer, Gregor Gysi, Berthold Huber und Frank Bsirske vertreten sind.
Im Herausgeberwerk Kommunikation und Krise steuerte Machnig im August 2009 einen Artikel über politische Kommunikation und Strategie in der Politik bei. Im selben Werk veröffentlichten u. a. auch der Träger des Alternativen Nobelpreises Hermann Scheer oder der Journalist und Manager Jürgen Hogrefe.
Im September 2010 gab Machnig das Buch Vermessungen: Politik neu orientieren heraus, das verschiedene Aufsätze und Essays von ihm sammelt, die sich mit der Sozialdemokratie auseinandersetzen.

## Öffentliche Ämter
In der am 27. Oktober 1998 vereidigten rot-grünen Bundesregierung unter Bundeskanzler Gerhard Schröder wurde er für kurze Zeit Staatssekretär im Bundesministerium für Verkehr, Bau und Wohnungswesen unter seinem Förderer Franz Müntefering, schied aber schon im Frühjahr 1999 aus dem Amt. Im Dezember 2005 wurde er als Nachfolger von Rainer Baake zum Staatssekretär im Bundesministerium für Umwelt, Naturschutz und Reaktorsicherheit ernannt.
Als beamteter Staatssekretär geriet Machnig in die Kritik wegen seiner Novellierung der Verpackungsverordnung: Mehr als ein Jahr hatten Experten vergeblich versucht, den Klaus Töpfers Gedanken der Müll-Vermeidung einzubringen. Letztlich setzte sich Machnig gegen das Bundeswirtschaftsministerium durch, zum Nutzen des ehemaligen Monopolisten für Verpackungsmüll, der Grüner Punkt Duales System Deutschlands GmbH.
Herber Kritik sah sich der Staatssekretär auch bei der Einführung von Dieselrußpartikelfiltern ausgesetzt. Machnig soll nach Recherchen der Deutschen Umwelthilfe (DUH) einen Abteilungsleiter angewiesen haben, ein Gutachten zurückzuhalten, das die Unwirksamkeit der Systeme eines Herstellers belegt. Mindestens 100.000 Kraftfahrzeugbesitzer seien damit betrogen worden, behauptete der Umwelt- und Verbraucherverband. Das Verwaltungsgericht Dessau entschied Ende November 2007 schließlich, dass das Gutachten veröffentlicht werden muss.
Mit einem „blauen Auge“ kam Machnig in der „WM-Ticket-Affäre“ 2006 um den ehemaligen EnBW-Vorstand Utz Claassen davon. Die Ermittlungen im Zusammenhang mit den Freikarten an die sechs Mitglieder der baden-württembergischen Landesregierung wurden eingestellt, da sie „noch dem Bereich des Sponsoring zuzurechnen seien und nicht die Dienstausübung von Regierungsmitgliedern beeinträchtigten, so dass eine Unrechtsvereinbarung entfällt“. Das Verfahren gegen Machnig wurde gegen Zahlung einer Geldbuße in Höhe von 2500 Euro eingestellt. In den Monaten nach der Einladung hatte der Umweltstaatssekretär wichtige Gespräche mit den großen Energiekonzernen zu führen, darunter die EnBW. Es ging um Emissionshandel, für die Unternehmen ein „Verteilungskampf“, wie Machnig einräumte. Das Landgericht Karlsruhe sprach Claassen von dem Vorwurf der Bestechung frei. Die von der Staatsanwaltschaft Karlsruhe eingelegte Revision wurde im Oktober 2008 vom Bundesgerichtshof verworfen. Als beamteter Staatssekretär im BMU war Machnig auch für den Emissionshandel zuständig.
Am 4. November 2009 übernahm Machnig in der neuen thüringischen Landesregierung unter Führung von Christine Lieberknecht das Amt des Ministers für Wirtschaft, Arbeit und Technologie. Christoph Matschie, SPD-Spitzenkandidat für die Landtagswahl in Thüringen 2009 hatte bereits vor der Wahl angekündigt, im Fall einer Regierungsbeteiligung Machnig zum Superminister für Wirtschaft, Arbeit, Infrastruktur und Umwelt zu berufen. Infrastruktur und Umwelt blieben aber beim Koalitionspartner. Eine Vielzahl angeschobener Projekte bescherte ihm die größte Medienpräsenz innerhalb der Landesregierung, was wiederum zu regelmäßiger Kritik vonseiten der CDU führte.

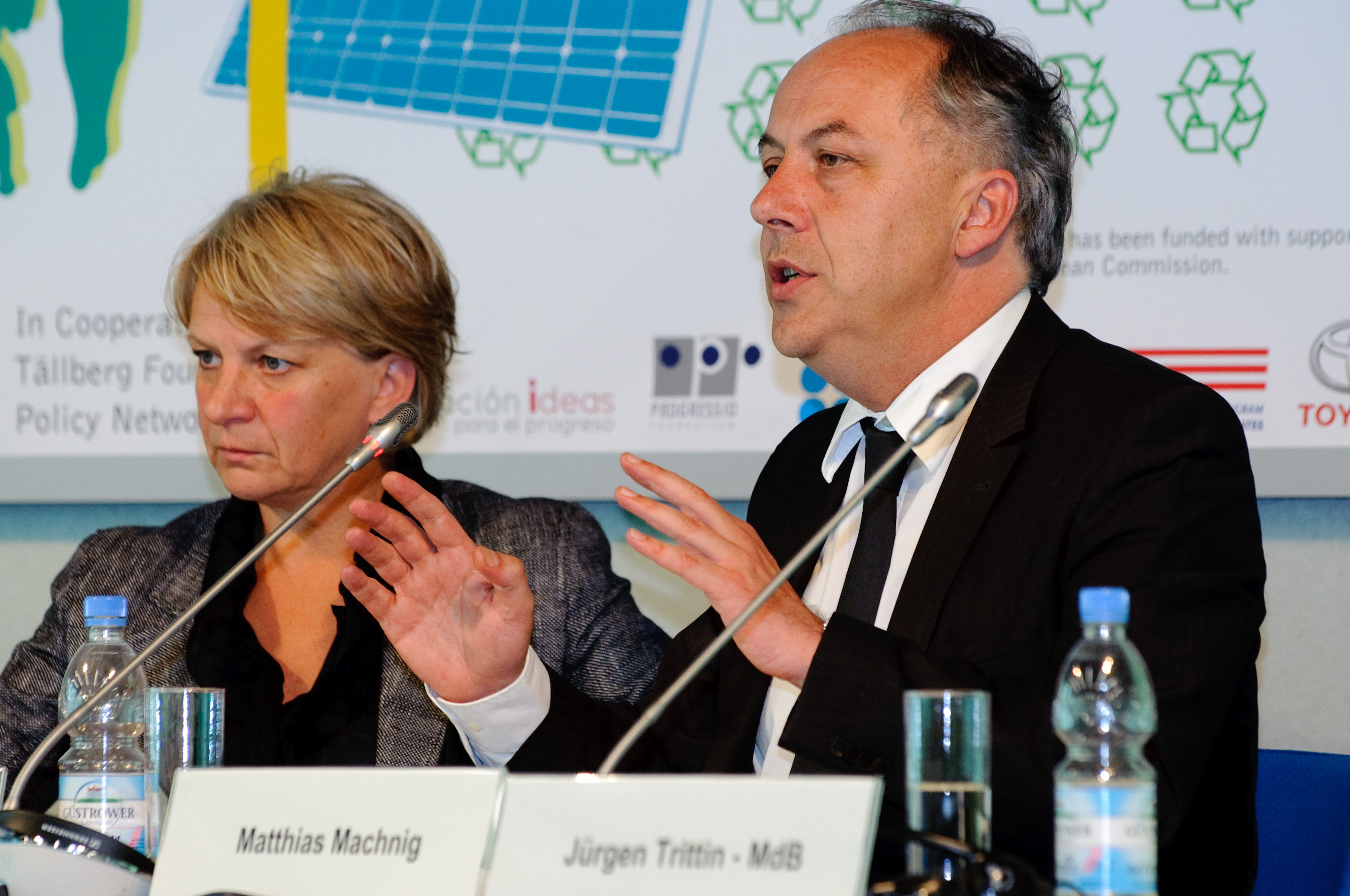
Barbara Unmüßig und Matthias Machnig auf einer Konferenz der Heinrich-Böll-Stiftung (2010)

Am 22. März 2010 wurde Machnig zum stellvertretenden Vorsitzenden des Beirates bei der Bundesnetzagentur gewählt.
Zum Vorsitzenden des Beirates bei der Bundesnetzagentur wurde er am 19. März 2012 gewählt.
Im September 2013 wurde bekannt, dass Machnig jahrelang Bezüge (erst Übergangsgeld, dann Ruhegehalt) aus seinem alten Amt als Staatssekretär im Bundesumweltministerium bezogen habe, neben seinem Ministergehalt von jährlich 147.000 Euro. Laut Spiegel zahlte die Bundeskasse von November 2009 bis Juli 2012 insgesamt deutlich über 100.000 Euro (Zitat: „Machnig selbst will sich zur Höhe der Zahlungen auf Anfrage nicht äußern, hält sie aber für rechtmäßig“). Rechtmäßig waren sie aber allenfalls bis zum Urteil des Bundesverwaltungsgerichts vom 28. April 2011 und hätten nach dem Urteil eingestellt werden müssen. Das zuständige Bundesfinanzministerium erklärte, man habe nach dem Urteil des Bundesverwaltungsgerichts Machnigs Bezüge „umgehend“ gekürzt. Ermittlungen wegen Betrugsvorwürfen stellte die Staatsanwaltschaft Erfurt im März 2014 ein, weil sich kein Tatverdacht eines strafrechtlich relevanten Handelns ergeben hatte.
Ab 1. Oktober 2014 war Machnig beamteter Staatssekretär im Bundeswirtschaftsministerium. Ihm schlage dort Skepsis entgegen, schrieb die FAZ:

„Um es vorsichtig auszudrücken: Machnig gilt nicht gerade als Sympathieträger. Eher als handfester Polterer, der sich schon mal im Ton vergreift. Machnig ist von Statur eher klein, sein Selbstbewusstsein um so größer; dass er sich für einen ziemlich guten Typen hält, merkt man rasch. Und ein ehemaliger Anhänger der Stamokap-These trifft im liberal geprägten Wirtschaftsministerium nun mal nicht auf natürliche Verbündete. Zur Beunruhigung trägt bei, dass Machnig als Staatssekretär für Industrie und Außenwirtschaft zuständig sein wird – auch für das sensible Thema Rüstungsexport.“

Am 13. April 2018 wurde er in den einstweiligen Ruhestand versetzt.